# Pianoconcert nr. 2 (Tsjaikovski)

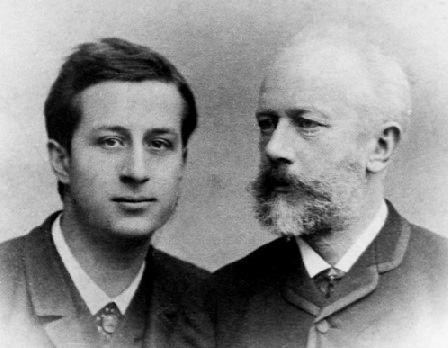
Aleksander Ziloti (links) en Tsjaikovski (rechts).

Het Concert voor piano en orkest nr. 2 in G-majeur opus 44 is een compositie van de Russische componist Pjotr Iljitsj Tsjaikovski, geschreven in 1879-1880.
Het concert bestaat uit drie delen:
1. Allegro brillante e molto vivace
2. Andante non troppo
3. Allegro con fuoco

Het werk is - naast de solopiano - geïnstrumenteerd voor symfonieorkest in de bezetting eerste en tweede violen, altviolen, celli, contrabassen, twee dwarsfluiten, twee hobo's, twee klarinetten, twee fagotten, vier hoorns, twee trompetten en pauken. Opmerkelijk is het ontbreken van trombones en tuba's.

## Geschiedenis
In 1879 beleefde Tsjaikovski's Eerste pianoconcert in bes-mineur een enorme populariteit. Nikolaj Rubinstein had bij dit werk een aantal verbeteringen aangegeven na het werk te hebben bestudeerd en een aantal keren te hebben voorgedragen. Vooral de voordrachten droegen bij aan de populariteit. Tsjaikovski voelde zich door de immense populariteit van zijn eerste pianoconcert genoodzaakt een nieuw pianoconcert te schrijven. Hij begon hiermee in oktober 1879 toen hij verbleef bij zijn zuster te Kamenka. Hier schreef hij zijn patrones en hartsvriendin Nadjezda von Meck: 

Ik wil dit concert opdragen aan N.G. Rubinstein ter waardering voor zijn magnifieke spel in het eerste pianoconcert en mijn sonate. Hij liet mij in absolute vervoering nadat hij het voor mij speelde in Moskou.

Het componeren ging Tsjaikovski vlug af. Maart 1880 voltooide hij het werk en bracht de orkestratie aan. Tsjaikovski zat echter nog met Rubinsteins reactie op het werk. Hij schreef Von Meck: 

Ik huiver van de gedachte dat ik misschien weer kritiek van Nikolaj Grigorjevitsj aan wie ik dit concert heb opgedragen krijg. Desalniettemin, zelfs als hij het concert bekritiseert maar het dan wel zo briljant opvoert als het eerste concert zal die kritiek mij niet uitmaken. Ondertussen ben ik zelf erg tevreden met het concert, maar wat in de toekomst ligt, dat kan ik niet zeggen.

Tsjaikovski had zich nergens zorgen over moeten maken. Rubinsteins reactie was deze keer voorzichtig. Hij suggereerde dat het sologedeelte té episodisch was, té veel verwikkeld in een dialoog met het orkest, dan aanwezig op de voorgrond. Hier voegde hij aan toe: 

...nu ik dit alles zeg, nauwelijks nog wat van het concert te hebben gespeeld, zit ik misschien verkeerd.

Tsjaikovski wees Rubinsteins commentaar van de hand, overigens zonder enige rancune. In maart 1881 overleed Rubinstein. Tsjaikovski haastte zich naar Parijs om zijn begrafenis bij te wonen. Het concert beleefde zijn première op 12 november 1881 te New York met Madeline Schiller als soliste en het New York Philharmonic onder leiding van Theodore Thomas. In mei 1882 werd de Russische première gegeven te Moskou. Anton Rubinstein dirigeerde, met Tsjaikovski's leerling Sergej Tanejev als solist.
Het tweede pianoconcert werd in tegenstelling tot zijn voorganger goed door het publiek opgenomen. Critici vielen echter over een paar kleinigheden; het Allegro brillante e molto vivace en het Andante non troppo waren té lang en het hoofdthema was té verwarrend en bevatte te veel solistische cadensen. De pianist Aleksander Ziloti bewerkte om deze twee aanmerkingen het concert lichtelijk. Hij verkortte het eerste deel met 24 maten en het tweede deel met 200 maten. Meer verbaasd werd gereageerd op het feit dat in het Andante non troppo een grote solistische rol was weggelegd voor de viool en de cello. De piano zou uit zijn functie zijn getreden door deze twee solisten te veel te begeleiden.
Hoewel het Tweede concert aanvankelijk een betere ontvangst kreeg, is het op de langere termijn in populariteit ver achtergebleven bij het Eerste, dat behoort tot de top-10 van de meest gespeelde en opgenomen pianoconcerten ooit. Naar het oordeel van de meeste musicologen is het echter niet van minder gehalte, al is het aan de lange kant. Wel is de choreografie Imperial Ballet die  George Balanchine ervan in 1941 maakte populair gebleven bij vele balletgezelschappen, meestal onder de titel Tchaikovsky Piano Concerto No. 2.

## Het concert
I. Allegro brillante e molto vivace
Het concert begint met een trots thema voor het orkest dat met grootse akkoorden door de piano wordt overgenomen. Een warm tweede thema door de klarinet ingezet wordt overgenomen door de piano. Een korte cadenza wordt ingezet, waarna een grootse cadenza wordt ingezet. Deze wordt weer overgenomen door het hoofdthema. Een herhaling uitgevoerd door het orkest volgt waarbij een briljant coda het Allegro brillante e molto vivace afsluit.
II. Andante non troppo
Het Andante non troppo opent met een vier minuten durende solo voor de viool en cello. De lieflijke melodie wordt overgenomen door de piano na de vier minuten. De sfeer straalt schoonheid en sereniteit uit. Spanning ontwikkelt zich in het middengedeelte, met een lange passage voor het orkest. De cello en viool keren terug waarna, hetzij nu de piano begeleidend.
III. Allegro con fuoco
Het Allegro con fuoco opent met de piano die een uitbundig thema speelt. De opklimmende akkoorden worden vervolgd met dalende akkoorden. De piano levert een lyrische variatie welke een blije sfeer om zich heeft. Vooral deze finale laat zien hoe inventief Tsjaikovski om kon gaan met orkestratie.